# سولمونا
سولمونا (به ایتالیایی: Sulmona) یک کومونه در ایتالیا است که در استان لاکویلا واقع شده‌است.

## خصوصیات
سولمونا ۵۸٫۳۳ کیلومترمربع مساحت و ۲۴٬۸۵۴ نفر جمعیت دارد و ۴۰۵ متر بالاتر از سطح دریا واقع شده‌است.

## خواهرخوانده
شهرهای کونستانسا، همیلتون (انتاریو)، بورگ‌هاوزن، التوتیگ و زاکینتوس خواهرخوانده‌های سولمونا هستند.

## نگارخانه

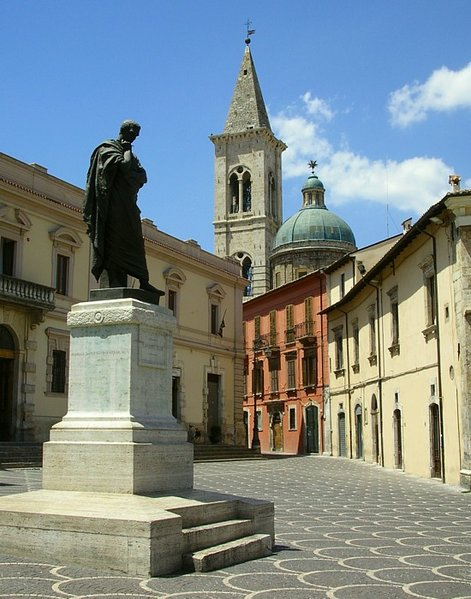
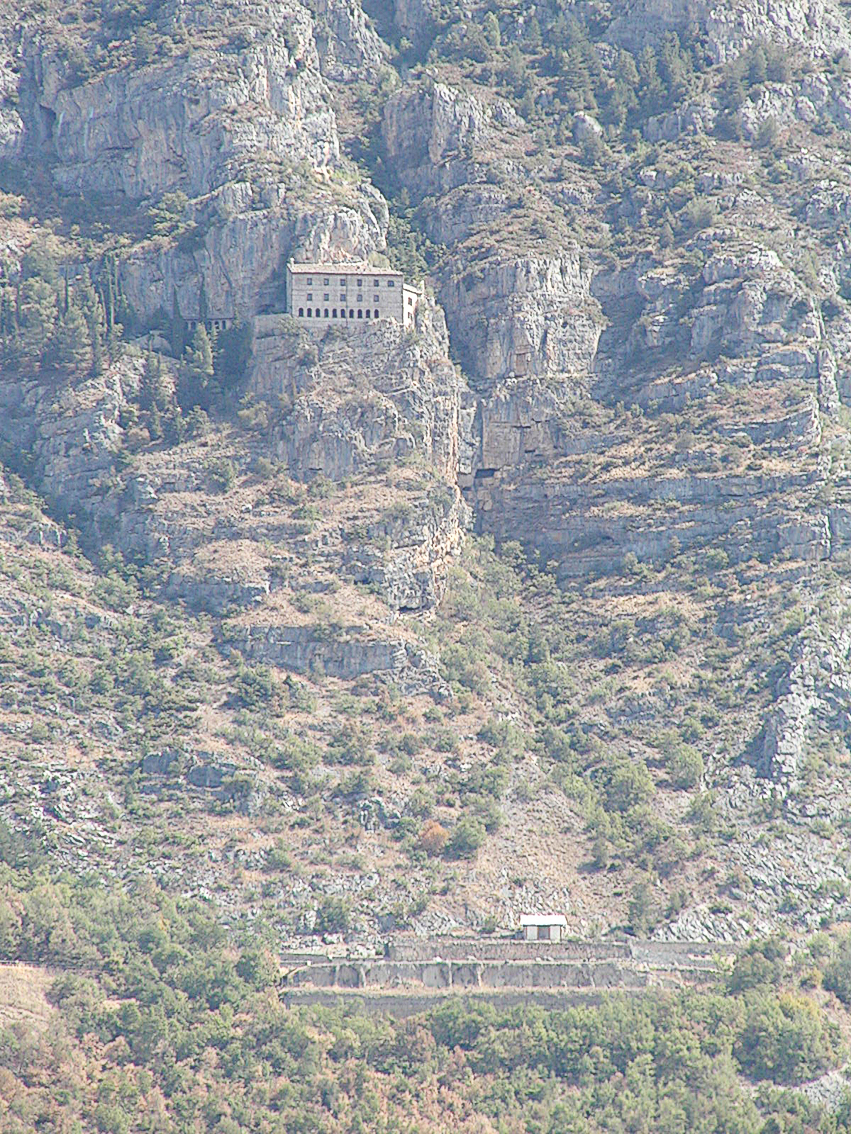
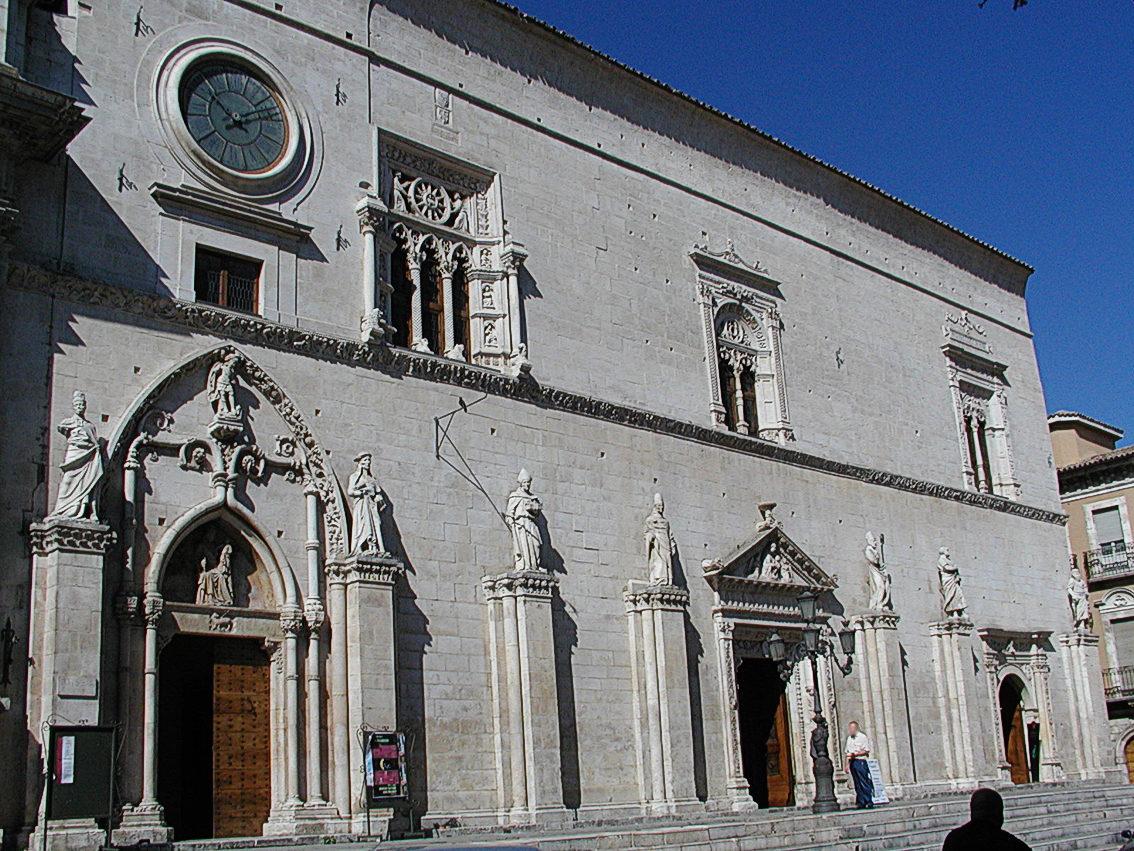
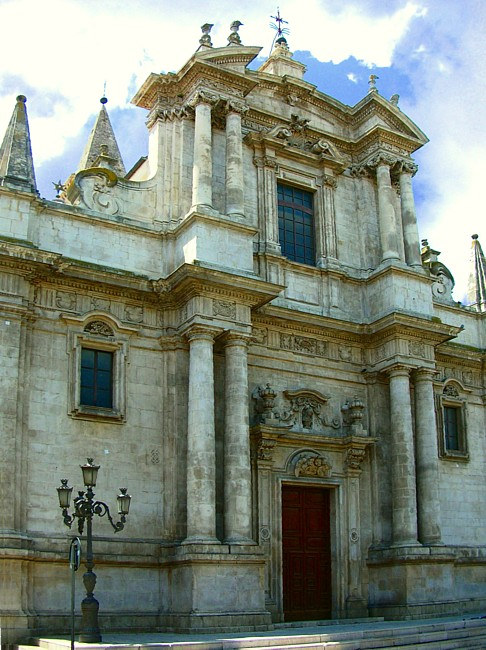
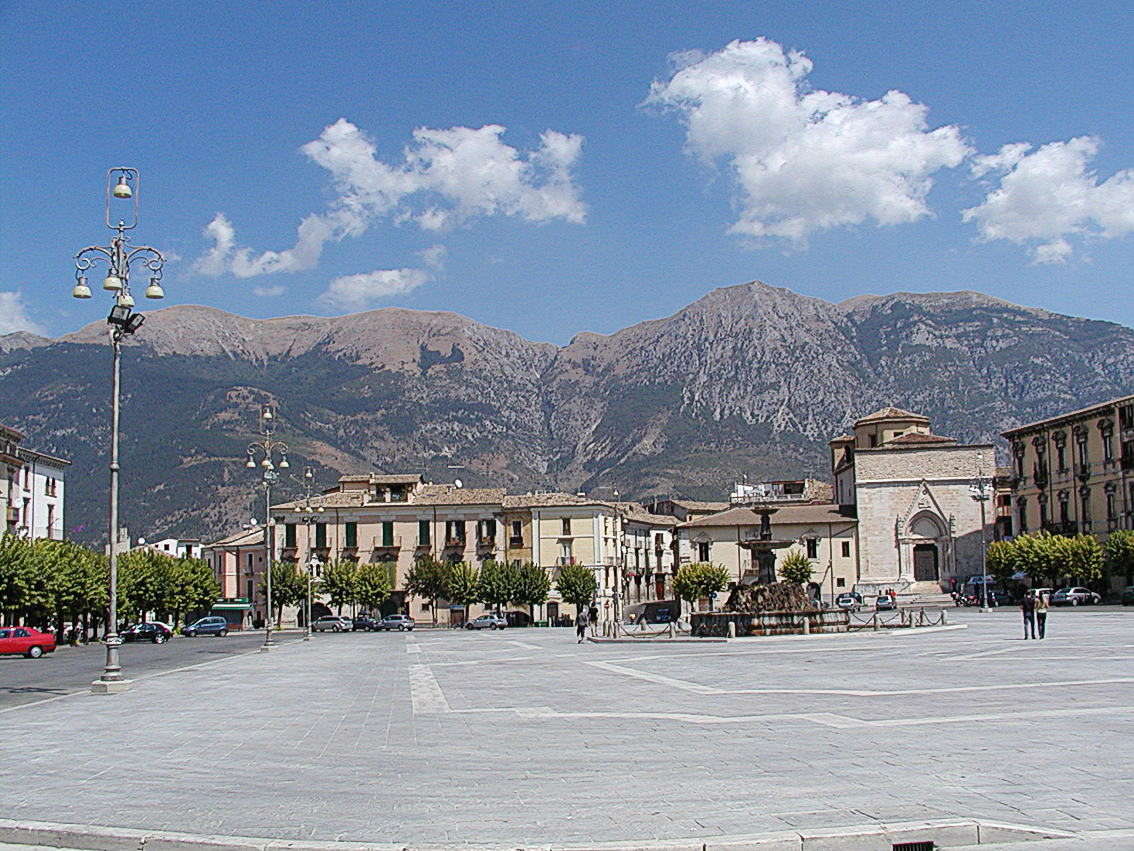
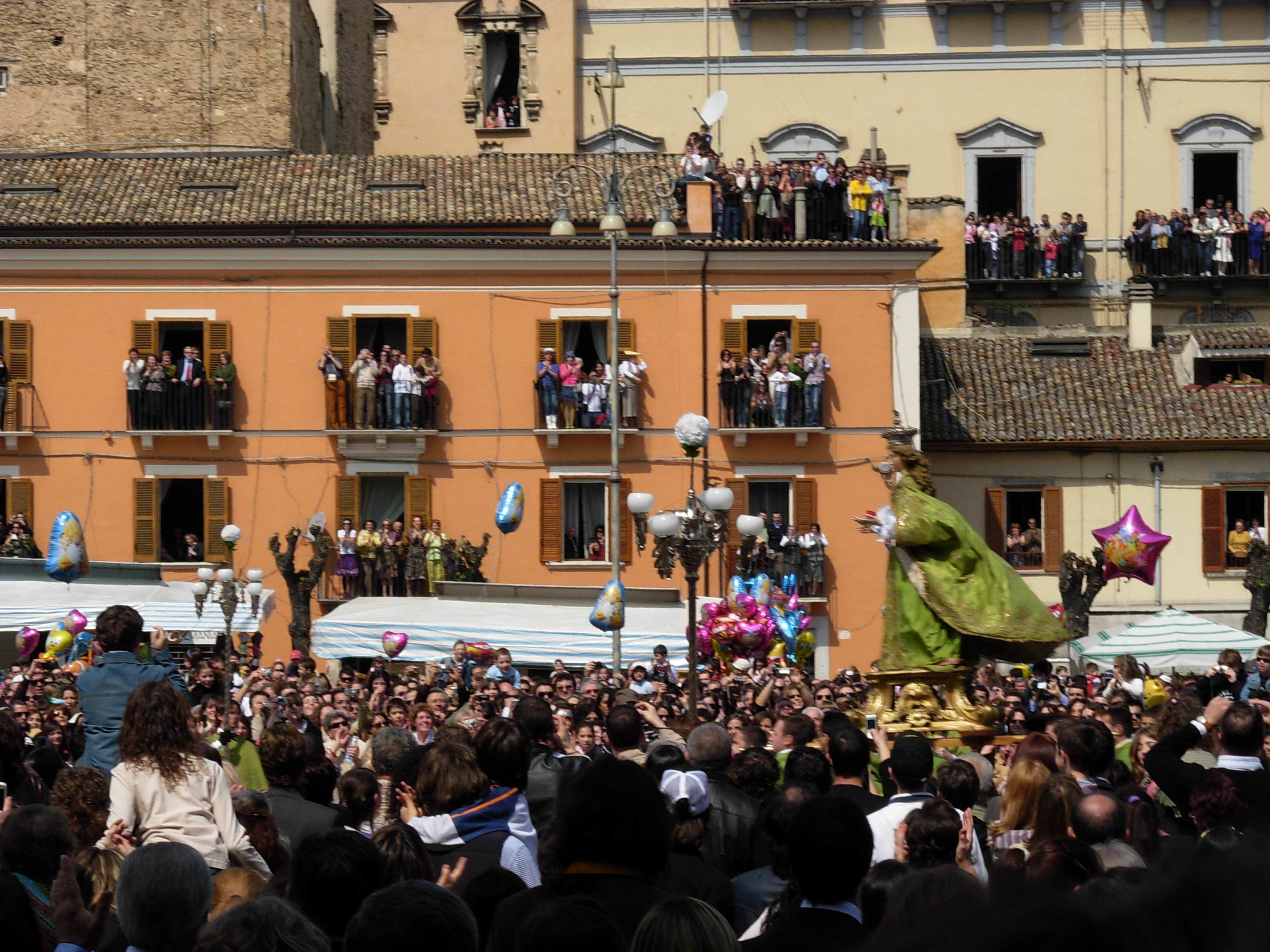